# Piyawat Thongman
Piyawat Thongman (tiếng Thái: ปิยะวัฒน์ ทองแม้น) là một cựu cầu thủ bóng đá từ Thái Lan.
Anh có nhiều lần ra sân cho Đội tuyển bóng đá quốc gia Thái Lan, bao gồm các trận vòng loại Giải vô địch bóng đá thế giới 2006.

## Bàn thắng quốc tế
| #  | Ngày                 | Địa điểm           | Đối thủ    | Tỉ số | Kết quả | Giải đấu                          |
| -- | -------------------- | ------------------ | ---------- | ----- | ------- | --------------------------------- |
| 1. | 21 tháng 11 năm 2003 | Băng Cốc, Thái Lan | Uzbekistan | 3–0   | 4–1     | Vòng loại Cúp bóng đá châu Á 2004 |